# GO!GO!キャンディーズ
GO!GO!キャンディーズ（ゴーゴーキャンディーズ）は、1976年6月20日から1978年4月2日まで、文化放送の制作で、NRN系列のラジオ局で放送されていたラジオ番組。略称は「GOキャン」（ゴーキャン）。

## 概要
キャンディーズのパーソナリティによるラジオ番組。同じ文化放送で1975年10月11日から1976年4月3日まで放送されていた「ヤング・パートナー ブラボー!キャンディーズ」（毎週土曜日18:30 - 19:00放送）以来、2か月半振りのラジオレギュラーとなった。最初は毎週日曜日の午前8:30、後に毎週日曜日の午後12:00の枠で放送されていた。番組には当時の文化放送の男性アナウンサーも共演、アナウンサー達は「アナウンサーズ」とも呼ばれていた。
オープニングに寸劇、ショート企画を行い、その後CM、曲を挟みながらはがき・企画の各コーナー、『愛の名作劇場（芸術劇場）』、『キャンディーズ情報局』、エンディング（今日の反省）、というのが主な番組の流れだった。
「ガバテ」（頑張って）、「キバテ」（気張って）、「ガビシェ」（ガビーンとシェー）など、当番組独自の造語も多く生み出されていた。
番組の宛先を紹介する時に、キャンディーズ、アナウンサーズに森雪之丞も加わって「宛先音頭」「宛先ロック」「宛先マンボ」「宛先ハワイアン」など色々な音楽や節回しを付けて歌われたものが放送されていた。2004年に発売された『CANDIES PREMIUM～ALL SONGS CD BOX～』にはその中から『名物！あて先ロック』・『評判！あて先マンボ』が収録された。

## パーソナリティ
- キャンディーズ
  - 伊藤蘭
  - 田中好子
  - 藤村美樹
- アナウンサーズ（いずれも当時、文化放送アナウンサー）
  - 吉田照美
  - 長尾久昭
  - 出川有

## 放送時間
※文化放送に於ける放送時間
- 毎週日曜日 8:30 - 9:00 （1976年6月20日 - 1977年4月3日）
- 毎週日曜日 12:00 - 12:30 （1977年4月10日 - 1978年4月2日）

## コーナー
- 愛の名作劇場（芸術劇場）

ラン、スー、ミキの三人で名作、または名作のパロディを演じるコーナー。一人で何役も演じたこともあった。
「鼻紙家の一族」「ある人妻の告白」「大奥丸秘物語」「警視庁物語」「ザ・プロフェッショナル」「涙の河をふりしぼれ」「太陽がいっぱい」「風と共に去りぬ」「ロミオとジュリエット」「ある愛の歌」「ああ、演歌」「007は殺しの番号」「銭形平次捕物控」「女子プロレス物語」「水戸黄門漫遊記」「サウンド・オブ・ミュージック」「あるガードマンの物語」「スター誕生」「荒野の七人」「ある直木賞作家の物語」「ジャイアント馬場物語」「一本刀土俵入り」「人間の証明」「八つ墓村」「オルカ」「私を愛したスパイ」「ペリーメイスン物語」「野生のエルザ」などの作品を放送。
- はがき紹介のコーナー
  - 葉書でポーズ
  - ブラブラ・ショー
- チェックマン

キャンディーズの3人のうち誰か1人が「チェックマン」となり、他のメンバーのことについてチェックしていくコーナー。
- ※フリーテーマのトーク・企画コーナー
  - 三色すみれ
  - ラフォンテーヌ
  - ソロコーナー
- バックアップコーナー（ガバテのコーナー）

1977年4月頃からオープニングに放送。リスナーから「バックアップして欲しい」ことのはがきを紹介。3人で「バックアップ音頭」の歌を歌ったこともあった。1977年10月頃に「ガバテのコーナー」と改名（後に『思いっきりキバテコーナー』『ガビシェのコーナー』もこのコーナー枠で放送）。
- ラブポエム
- ギャグコーナー
  - ギャグ・テレフォン
  - ギャグ・オンパレード
  - ギャグ大学
- キャンディーズ情報局

その週のスケジュールの告知。
- 占いコーナー
- 今日の反省

## ネット局
- STVラジオ
毎週土曜日 23:30 - 24:00（1977年2月12日 - 1977年3月26日）
毎週日曜日 9:25 - 9:55（1977年4月3日 - 1977年5月29日）
毎週日曜日 16:00 - 16:30（1977年12月4日 - 1978年4月2日）
- 北陸放送
毎週日曜日 19:00 - 19:30（1978年1月8日 - 1978年4月2日）
- ラジオ大阪
毎週日曜日 19:00 - 19:30（1976年6月27日のみ）
毎週土曜日 16:00 - 16:30（1976年7月3日 - 1976年9月25日）
毎週日曜日 16:30 - 17:00（1976年10月3日 - 1976年10月10日）
毎週土曜日 19:00 - 19:30（1977年10月8日 - 1978年4月1日）
  - 他